# یاماتسوری، فوکوشیما
یاماتسوری، فوکوشیما (به لاتین: Yamatsuri, Fukushima) یک منطقهٔ مسکونی در ژاپن است که در استان فوکوشیما واقع شده‌است. یاماتسوری ۱۱۸٫۲۲ کیلومترمربع مساحت و ۵٬۹۷۹ نفر جمعیت دارد.